# Tredmolen

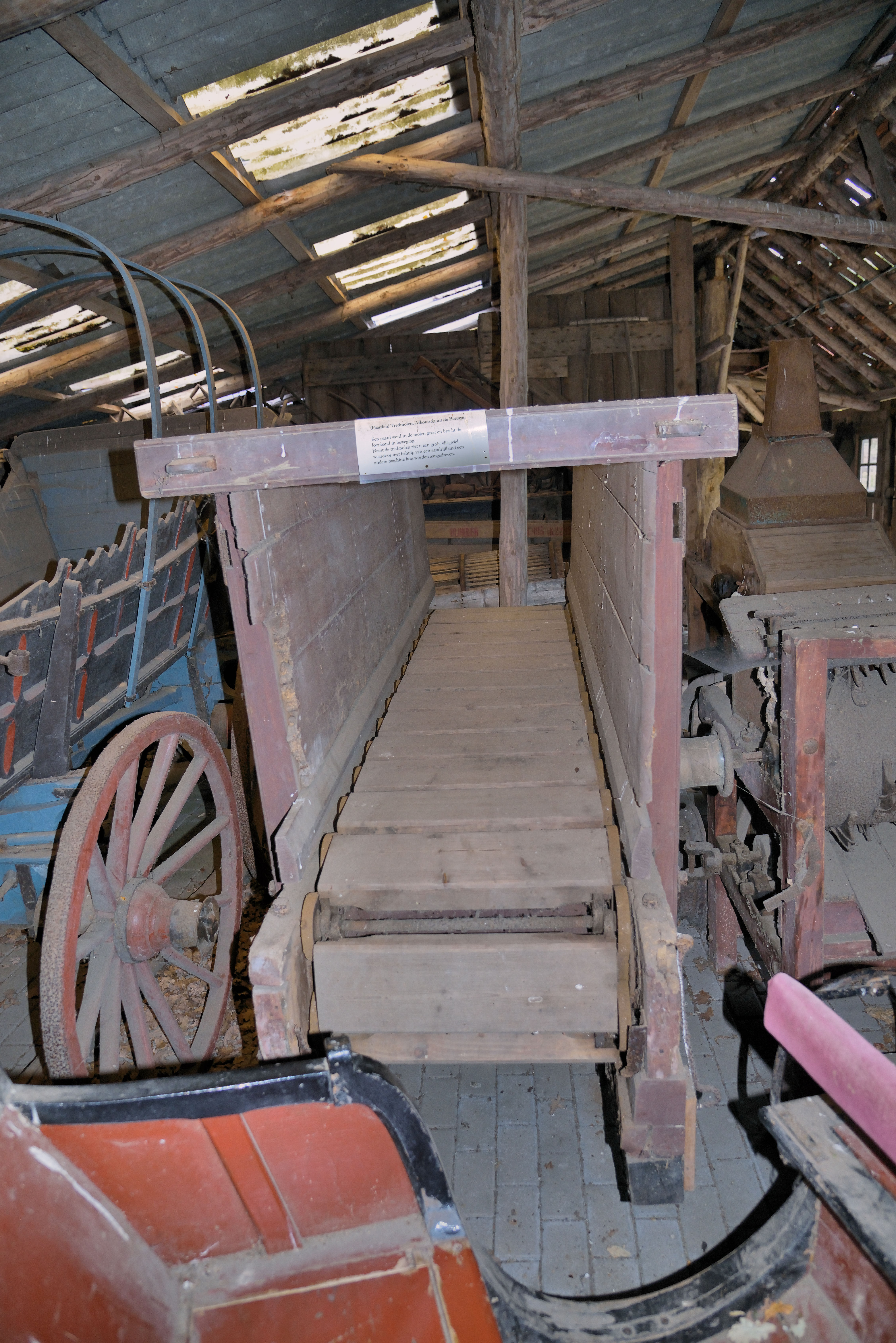
Door een paard aangedreven tredbrug uit de Betuwe

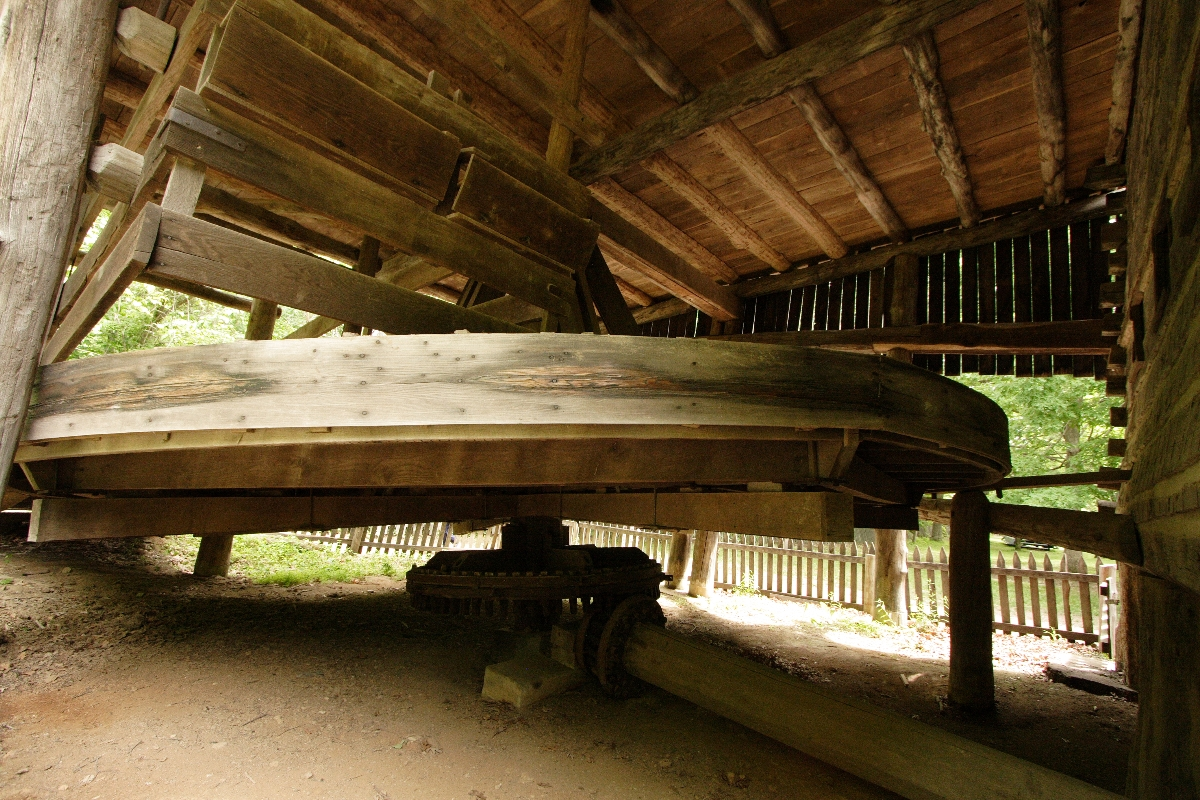
Door een os aangedreven molen te Salem (Illinois)

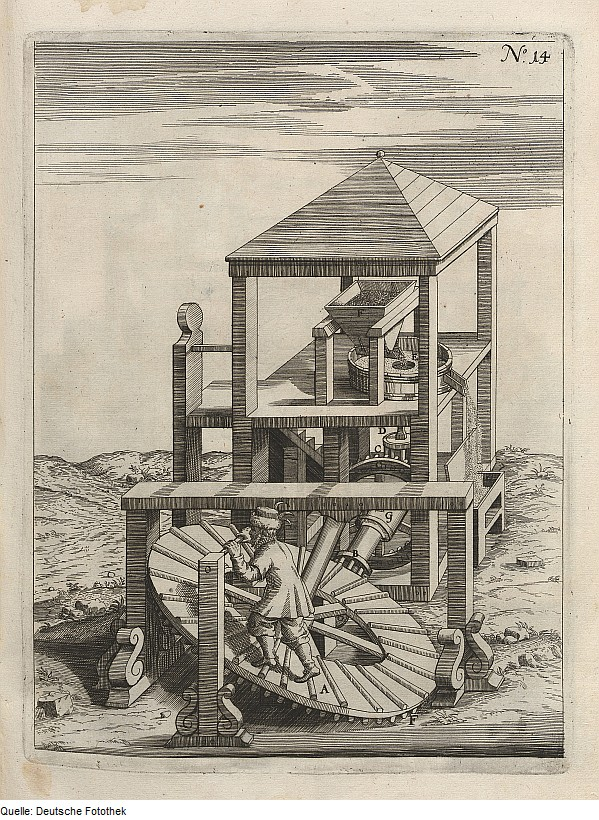
Kopergravure van een mens-aangedreven tredmolen voor het malen van graan.

Een tredmolen of tredbrug is een machine die door spierkracht van mensen of dieren in beweging wordt gebracht. De aandrijving van de tredmolen bestaat uit een groot rad met treden. De treden zitten aan de binnenkant of de buitenkant. Door in of over het rad te lopen wordt de tredmolen aangedreven. Kenmerkend voor de tredmolen is dat de looprichting altijd (schuin) omhoog is en het gewicht van mens of dier wordt verplaatst. De zwaartekracht speelt bij de tredmolen een belangrijke rol, dit in tegenstelling tot bij de rosmolen.
De tredbrug heeft een vlakke bodem, die iets omhoog loopt en waar een paard of os op loopt. De tredbrug heeft een bodem van dwarsbalken, die met schalmen tot een eindlozeband aan elkaar verbonden zijn. Aan de as, die in de schalmen loopt zit een kettingwiel. Door het gewicht van het paard gaat de bodem rollen en moet het paard gaan lopen. Aan de as zit een grote houten riemschijf, die door middel van een riem een machine in beweging brengt. Een balk achter en voor het paard zorgen er voor dat het paard op zijn plaats blijft lopen.
Een tredmolen of tredbrug kan gebruikt worden voor het pompen van water, voor het malen van graan en om een hijskraan aan te drijven. In de 19e eeuw werden tredmolens ook gebruikt bij vormen van zware dwangarbeid in strafgevangenissen. 
Tegenwoordig zijn tredmolens ook vaak te vinden als speeltoestel in speeltuinen. Deze tredmolens, die geen treden hebben, hebben soms in het midden of aan de bovenkant een handgreep waar je je tijdens het lopen in of op de molen aan vast kunt houden.

## Tredmolen voor knaagdieren
Een tredmolen is ook een als speelgoed bedoelde molen waar knaagdieren in rennen. Hierbij kan onder meer gedacht worden aan een hamster die wanneer het donker is actief wordt. Dan kan dit diertje urenlang in z'n tredmolentje rennen.

## Tredmolens in België
- Brugge (aan de Dampoort): Reconstructie van de "kraan" waarin de gevangenen vroeger moesten rondlopen. Deze stond oorspronkelijk op de Jan van Eyckplaats, maar werd daar in brand gestoken. Hij werd gerestaureerd en verplaatst naar waar hij nu staat.
- openluchtmuseum Bokrijk: Reconstructie van een oude hondenmolen
- Diepenbeek: Hondenmolen
- Heule: Hondenmolen aan het Hof van Heule. Deze is in verval maar is toch nog een mooi bewaard element in het landschap.
- Saint-Hubert: Reconstructie van een hondenmolen aan het openluchtmuseum Fourneau Saint-Michel. Deze molen wordt gebruikt als ijzersmeedmolen.

## Trivia
Figuurlijk betekent het dat je als je "In de tredmolen loopt" steeds hetzelfde geestdodende werk moet doen.